# Gare de Saint-Pol-sur-Ternoise
Gare de Saint-Pol-sur-Ternoise vasútállomás Franciaországban, Saint-Pol-sur-Ternoise településen.

## Vasútvonalak
Az állomást az alábbi vasútvonalak érintik:
- Fives-Abbeville-vasútvonal
- Arras-Saint-Pol-sur-Ternoise-vasútvonal

## Kapcsolódó állomások
A vasútállomáshoz az alábbi állomások vannak a legközelebb:
- Gare de Pernes - Camblain
- Gare d’Anvin
- Gare de Tincques